# Маслозавод (Вотчинский сельсовет)
Маслозавод — посёлок в Вологодском районе Вологодской области.
Входит в состав Новленского сельского поселения (с 1 января 2006 года по 8 апреля 2009 года входил в Вотчинское сельское поселение), с точки зрения административно-территориального деления — в Вотчинский сельсовет.
Расстояние до районного центра Вологды по автодороге — 76 км, до центра муниципального образования Новленского по прямой — 13 км. Ближайшие населённые пункты — Митрополье, Игначево, Костромино, Мардасово, Константиново, Севастьяново, Вотча, Осиновка, Шадрино.
По переписи 2002 года население — 11 человек.